# Lance Stroll
Lance Strulovitch (sinh ngày 29 tháng 10 năm 1998), được biết đến nhiều hơn với cái tên Lance Stroll, là một tay đua người Canada-Bỉ thi đấu dưới lá cờ Canada trong Công thức 1. Anh là con trai của doanh nhân tỷ phú Lawrence Stroll, chủ sở hữu đội đua Aston Martin, và thi đấu cho đội đua của bố mình từ năm 2021. Trước đó anh tham gia đội đua Williams và Racing Point. Anh giành chức vô địch tại các giải Công thức 4 Ý vào năm 2014, giải đua xe Toyota Racing Series vào năm 2015 và giải đua xe FIA European Formula 3 vào năm 2016. Anh từng là thành viên của học viện tay đua trẻ Ferrari từ năm 2010 đến năm 2015.
Anh đã cán đích đầu tiên trên bục vinh quang ở vị trí thứ 3, tại giải đua ô tô Công thức 1 Azerbaijan 2017, trở thành tay đua trẻ thứ hai leo lên bục podium và là người trẻ nhất (và muộn nhất là vào cuối năm 2021) để làm như vậy trong mùa giải tân binh của anh ấy. Tại chặng đua GP Thổ Nhĩ Kỳ 2020, Stroll đã giành được vị trí pole đầu tiên trong sự nghiệp Công thức 1 của mình.

## Sự nghiệp

### Trước Công thức 1 (2008-2017)

#### Đua xe kart (2008–2013)
Stroll bắt đầu sự nghiệp đua xe thể thao của mình ở môn đua xe kart vào năm 2008, nơi anh đua cho đến năm 2013. Trong năm 2008 và 2009, anh đã giành được một số chức vô địch ở giải trẻ Canada. Năm 2010, anh giành giải Rotax Mini Max Florida Winter Tour. Stroll cũng được nhận vào Học viện Lái xe Ferrari, chương trình hỗ trợ của đội đua Scuderia Ferrari vào năm 2010 khi mới 11 tuổi. Năm 2011, anh cũng lần đầu tiên thi đấu ở châu Âu và đứng thứ 9 ở hạng KF3 của giải đua WSK Euro Series cùng những nơi khác. Vào năm 2012, Stroll đã giành được SKUSA SuperNationals. Anh cũng về thứ 4 trong hạng KF3 của giải WSK Master Series và thứ mười trong giải CIK-FIA KF3 World Cup. Vào năm 2013, Stroll đã thi đấu ở hạng mục KF tại giải vô địch thế giới và châu Âu CIK-FIA. Anh về thứ sáu trong giải đua xe kart thế giới.

#### Bắt đầu đua xe một chỗ (2014–2016)
Vào năm 2014, Stroll chuyển sang đua xe một chỗ ngồi và ban đầu được cấp một buồng lái trong giải đua Florida Winter Series. Về đích ở vị trí thứ hai tại trường đua Homestead-Miami Speedway là kết quả tốt nhất của anh. Sau đó, Stroll thi đấu cho đội Prema Power trong giải đua xe Công thức 4 Ý 2014. Cha của anh đã mua cổ phần của Prema như một phần trong cam kết của anh.
Vào đầu năm 2015, Stroll đã tham gia Cuộc thi M2 trong Toyota Racing Series. Trong hai sự kiện đầu tiên, anh đã giành được ba chiến thắng. Chiến thắng thứ tư của anh là ở cuộc đua cuối cùng, New Zealand Grand Prix. Điều này khiến anh trở thành tay đua trẻ nhất ở tuổi 16 giành được giải Grand Prix ô tô quốc tế. Stroll giành chức vô địch 906 đến 798 trước đồng đội Brandon Maïsano. Sau đó, Stroll thi đấu cho Prema Powerteam trong giải đua xe Công thức 3 Châu Âu 2015. Vào cuối tuần tại chặng đua thứ tám ở Spielberg, anh đã cán đích đầu tiên trên bục podium với vị trí thứ 3. Ở các chặng đua tiếp theo, anh ghi thêm ba vị trí thứ ba và một vị trí thứ nhì. Rốt cuộc, anh đã thắng một cuộc đua tại sự kiện cuối cùng ở Hockenheim. Trong khi đồng đội của anh là Felix Rosenqvist giành chức vô địch, Stroll đã kết thúc mùa giải ở vị trí thứ 5 chung cuộc. Vào cuối năm, Stroll rời chương trình hỗ trợ của Ferrari. Anh chuyển sang chương trình hỗ trợ của Williams và trở thành tay đua dự bị Công thức 1 cho mùa giải tiếp theo.
Vào năm 2016, Stroll lại tiếp tục đua cho Prema Powerteam trong giải đua xe Công thức 3 Châu Âu. Anh đã giành chiến thắng các chặng đua tại Le Castellet, Zandvoort và Spa-Francorchamps; mỗi cuộc đua hai cuộc đua ở Spielberg, Nuremberg, Nürburg và Imola cũng như cả ba cuộc đua vào cuối tuần cuộc đua cuối cùng ở Hockenheim. Với tổng cộng 14 trận thắng từ 30 cuộc đua, anh đã giành chức vô địch. Vào cuối mùa giải, với 507 đến 322 điểm, anh đã vượt xa người đồng đội của mình là Maximilian Günther, người đứng thứ hai chung cuộc. Stroll cũng xuất hiện lần đầu trong giải đua GT và tham gia 24 Hours of Daytona, một phần của giải đua xe thể thao công nghệ thời tiết MSA, dành cho đội đua Chip Ganassi Racing của Ford. Anh đứng thứ 5 chung cuộc cùng với các đồng đội Brendon Hartley, Andy Priaulx và Alexander Wurz.

### Công thức 1 (từ năm 2017 trở đi)

#### Williams (2017-2018)

##### 2017: Mùa giải đầu tiên cho Williams và lên bục podium đầu tiên trong sự nghiệp

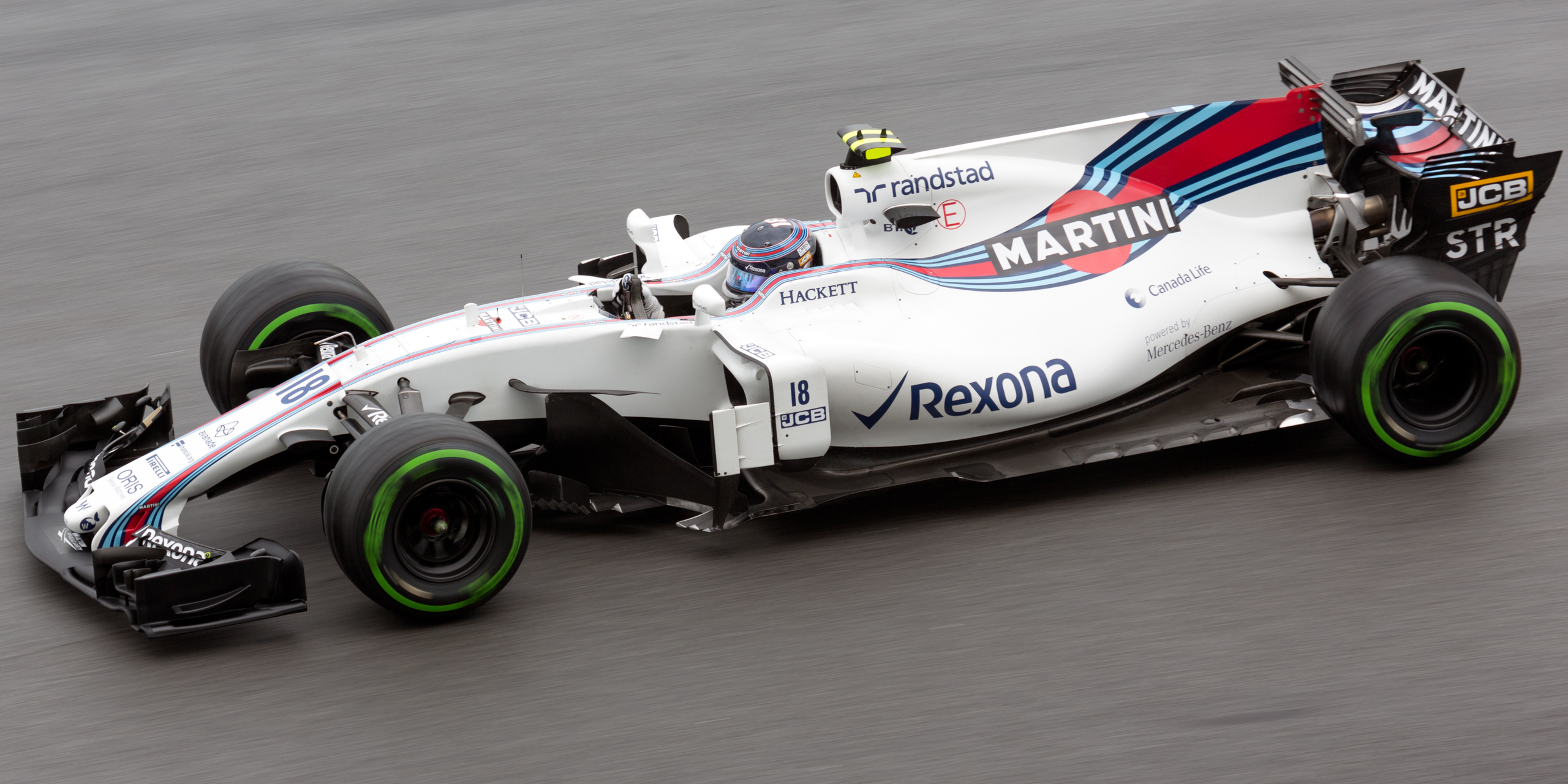
Lance Stroll tại giải đua ô tô Công thức 1 Malaysia 2017

Stroll đã lái xe cho đội Williams trong mùa giải Công thức 1 năm 2017, hợp tác với tay đua người Brasil Felipe Massa. Anh trở thành tay đua Công thức 1 người Canada đầu tiên kể từ nhà vô địch Công thức 1 năm 1997 Jacques Villeneuve. Được biết, cha của Stroll, ông Lawrence, đã trả 80 triệu đô la  Mỹ cho Williams trước khi anh ra mắt Công thức 1.
Stroll đã gặp sự cố khi tập luyện cho chặng đua đầu tiên của anh tại giải đua ô tô Công thức 1 Úc, và bị phạt vì điều này do buộc phải thay đổi hộp số đột xuất. Trong cuộc đua, anh đã bỏ cuộc vì bị hỏng phanh. Hai lần bỏ cuộc nữa diễn ra sau khi va chạm với Sergio Pérez tại chặng đua ở Trung Quốc và Carlos Sainz Jr. tại Bahrain. Anh về đích và hoàn thành toàn bộ cuộc đua đầu tiên tại giải đua ô tô Công thức 1 Nga. Tại cuộc đua đó, anh về đích ở vị trí thứ 11 mặc dù quay xe ở vòng đầu tiên. Anh đã bỏ cuộc do hỏng phanh tại Monaco, nhưng vẫn được xếp ở vị trí thứ 15 do hoàn thành 90% cuộc đua. Điểm số đầu tiên mà Stroll ghi được là ở chặng đua trên sân nhà, giải đua ô tô Công thức 1 Canada. Tại giải đua ô tô Công thức 1 Azerbaijan, Stroll đã chạy ở vị trí thứ nhì trong những vòng cuối nhưng đã bị Valtteri Bottas vượt qua chỉ cách vạch đích vài mét. Anh về thứ 3 để trở thành tay đua tân binh trẻ nhất và là tay đua trẻ thứ hai sau Max Verstappen về đích trên bục podium ở Công thức 1 vào lúc 18 tuổi và 239 ngày.
Stroll đã lập thời gian nhanh thứ tư trong một vòng phân hạng ẩm ướt tại giải đua ô tô Công thức 1 Ý. Do các tay đua của Red Bull là Daniel Ricciardo và Max Verstappen (lần lượt là thứ ba và thứ hai) thực hiện các hình phạt động cơ, Stroll đã được thăng lên vị trí thứ hai trên làn xuất phát và khiến anh trở thành tay đua Công thức 1 trẻ nhất xuất phát ở hàng đầu tiên khi mới 18 tuổi và 310 ngày. Stroll về đích thứ 7 trong cuộc đua. Anh đã ghi điểm hai lần liên tiếp khi về đích ở vị trí thứ 8 tại Singapore (nơi anh xuất phát ở vị trí thứ 18) và Malaysia. Sau khi cuộc đua ở Malaysia kết thúc, Stroll và Sebastian Vettel đã va chạm ở vòng hạ nhiệt. Cả hai tay đua đều đổ lỗi cho người kia về vụ việc, tuy nhiên người quản lý không có hành động nào. Tại giải đua ô tô Công thức 1 đua Mexico, Stroll đã leo lên vị trí thứ 6 trong cuộc đua sau khi xuất phát từ vị trí thứ 11. Kết quả này giúp anh vượt lên dẫn trước đồng đội Felipe Massa trong bảng xếp hạng các tay đua lần đầu tiên trong mùa giải đó.
Stroll đã kết thúc mùa giải thứ mười hai trong bảng xếp hạng và ghi được 40 trong số 83 điểm của đội. Hơn nữa, anh đã leo lên được nhiều vị trí trong vòng mở màn hơn bất kỳ tay đua nào khác trong mùa giải này.

##### 2018: Mùa giải cuối cùng cho Williams
Trước khi mùa giải 2018 khởi tranh, Stroll có tham gia giải đua 24 Hours of Daytona. Anh đua cho đội Jackie Chan DCR Jota của ngôi sao điện ảnh Thành Long và xếp thứ 15 chung cuộc.

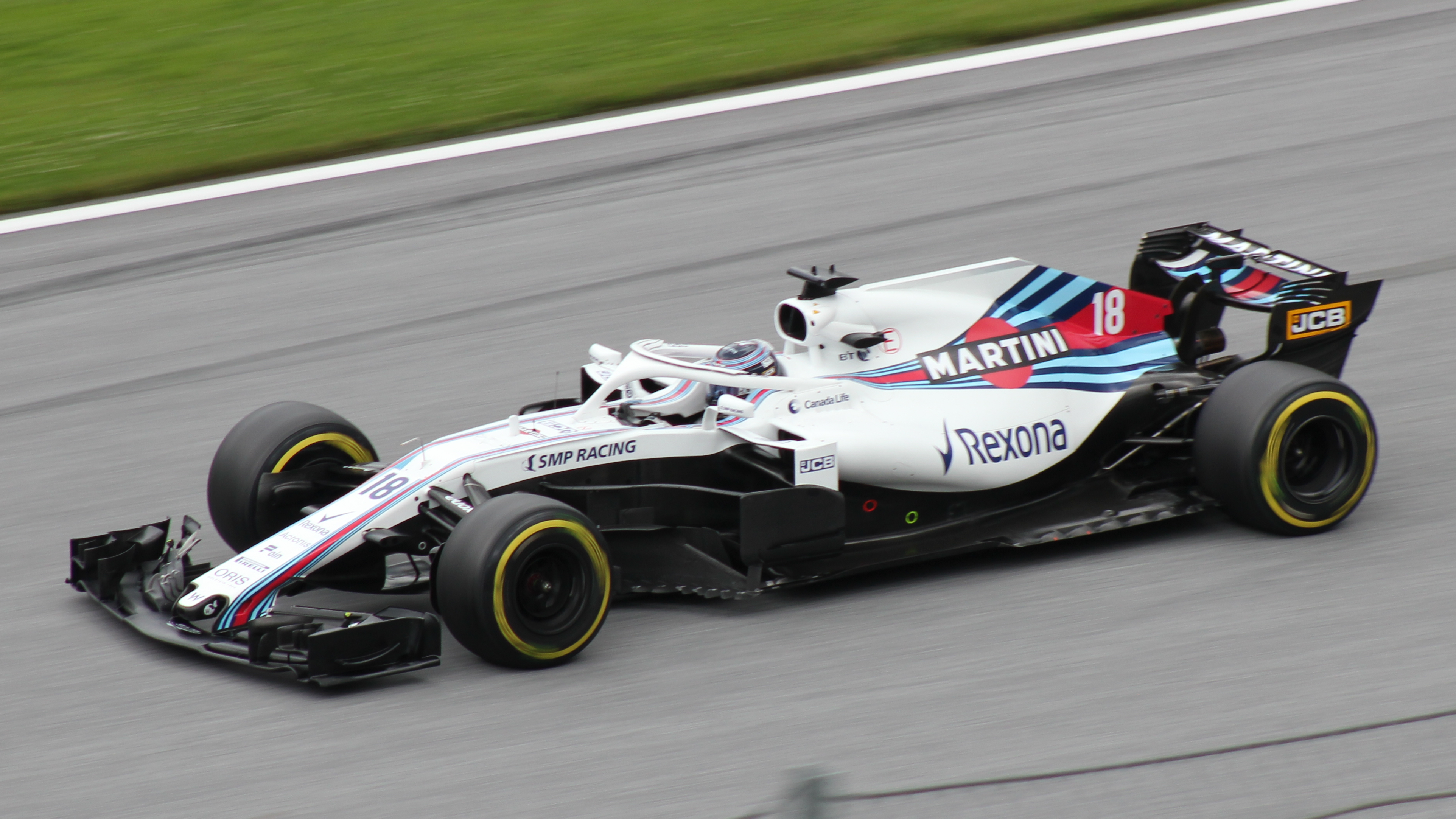
Lance Stroll tại giải đua ô tô Công thức 1 Áo 2018

Vào mùa giải 2018, Stroll vẫn ở lại với Williams, được hợp tác bởi Sergey Sirotkin sau khi Massa giải nghệ công thức 1. Chiếc xe Williams FW41 là chiếc xe chậm nhất trong tất cả các xe của các đội đua và Williams đã về đích cuối cùng trong bảng xếp hạng các đội đua trong mùa giải đó. Stroll đã ghi điểm đầu tiên trong năm của đội tại giải đua ô tô Công thức 1 Azerbaijan khi về đích thứ 8. Chặng đua quê nhà của Stroll ở Canada đã kết thúc ở vòng đầu tiên sau một pha va chạm mạnh với Brendon Hartley. Sau đó, anh bỏ cuộc tại giải đua ô tô Công thức 1 Pháp vì bị thủng lốp. Lần bỏ cuộc thứ hai và cũng là lần cuối cùng trong năm của anh là tại giải đua ô tô Công thức 1 Đức do hỏng phanh. Stroll xuất hiện lần duy nhất trong phần cuối cùng của vòng phân hạng tại giải đua ô tô Công thức 1 Ý ở vị trí thứ 10. Anh tiếp tục về đích thứ 9 trong cuộc đua với đồng đội Sirotkin ở vị trí thứ 10, đánh dấu thành tích hai tay đua ghi điểm duy nhất của Williams trong mùa giải đó.
Stroll đứng thứ 18 và ghi được 6 trong số 7 điểm của đội.

#### Racing Point (2019-2020)

##### 2019: Mùa giải đầu tiên cho đội Racing Point

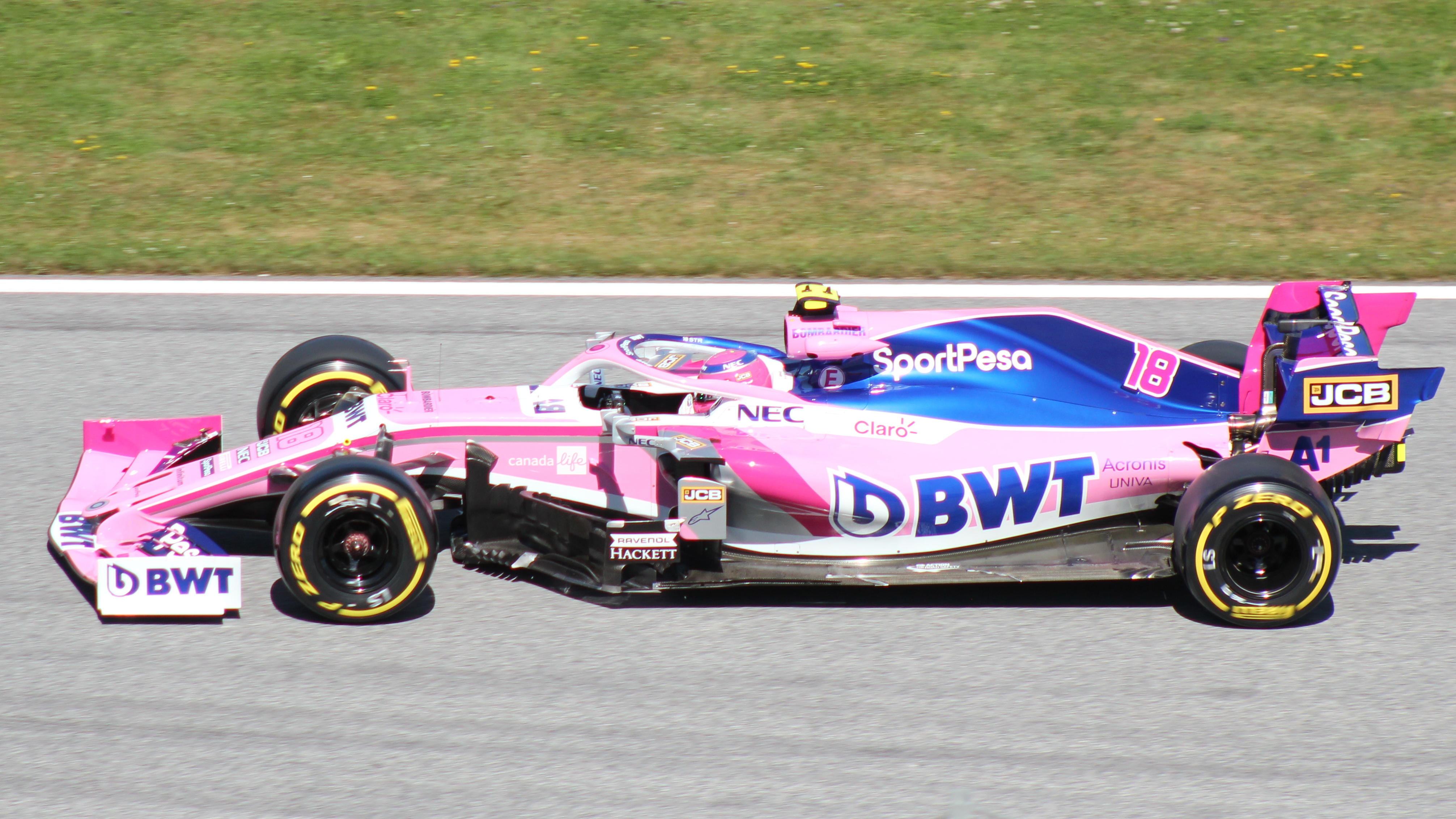
Lance Stroll tại giải đua ô tô Công thức 1 Áo 2019

Năm 2019, Stroll chuyển sang đội đua Racing Point và làm đồng đội với Sergio Pérez, vì bố của anh, ông Lawrence Stroll đã mua đội. Anh đã thay thế Esteban Ocon tại đội. Stroll đã ghi điểm đầu tiên cho đội mới của anh tại giải đua ô tô Công thức 1 Úc khai mạc mùa giải sau khi về đích thứ 9. Tại giải đua ô tô Công thức 1 Tây Ban Nha, anh đã va chạm với Lando Norris khiến cuộc đua của cả hai tay đua phải kết thúc giữa chừng. Anh về đích thứ 9 tại chặng đua quê hương Canada khi bắt đầu ở vị trí thứ 17. Trong vòng phân hạng tại giải đua ô tô Công thức 1 Đức, Stroll đã vượt qua phần đầu tiên của vòng phân hạng và kết thúc chuỗi 14 chặng đua mà anh đã bị loại tại phần đầu tiên của vòng phân hạng (Q1). Anh chuyển sang sử dụng bộ lốp khô vào cuối cuộc đua khi đường đua đang bắt đầu khô và khiến anh lên vị trí thứ 2. Anh đã bỏ lỡ cơ hội lên bục trao giải sau khi bị Daniil Kvyat và Sebastian Vettel vượt qua. Anh lấy điểm lần tiếp theo tại giải đua ô tô Công thức 1 Bỉ từ vị trí thứ 16 và về đích thứ 10. Anh đã ghi những điểm cuối cùng của mùa giải sau khi về thứ 9 tại giải đua ô tô Công thức 1 Nhật Bản. Stroll đã bỏ cuộc tại hai chặng đua cuối cùng của mùa giải do lỗi hệ thống treo lốp tại Brazil và các vấn đề về phanh tại Abu Dhabi.
Stroll đã kết thúc mùa giải đầu tiên của mình tại Racing Point ở vị trí thứ 15 với 21 điểm.

##### 2020: Mùa giải tốt nhất trong sự nghiệp

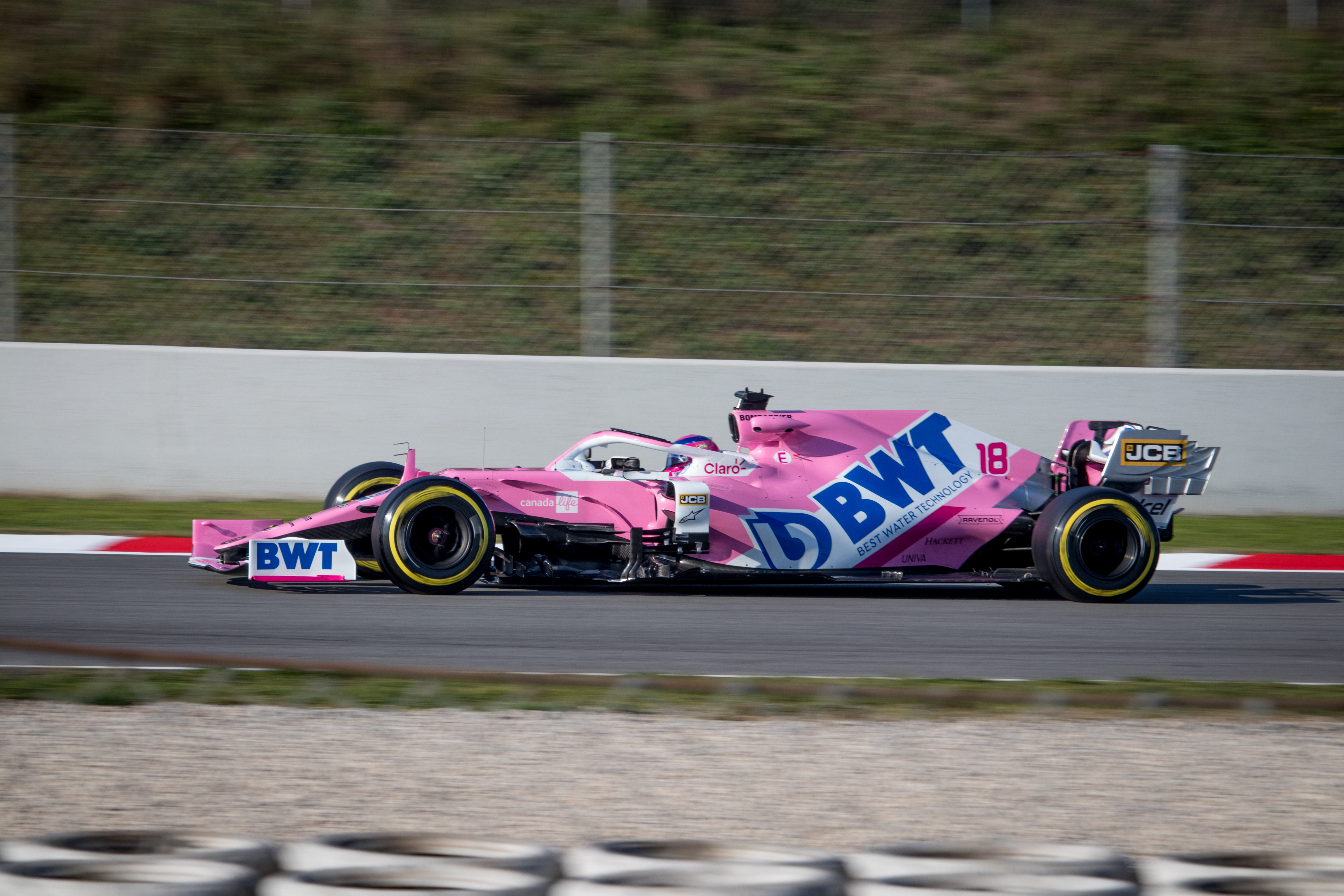
Lance Stroll vào mùa giải 2020

Cũng trong năm 2020, anh đã đua cho Racing Point. Stroll có lần thứ 2 trong sự nghiệp được lên bục podium ở chặng đua GP Italia. Ở chặng đua GP Eifel, Stroll nhiễm Covid-19 nên phải rút lui khỏi chặng đua này. Người đua thay anh là tay đua người Đức Nico Hülkenberg. Tại chặng đua GP Thổ Nhĩ Kỳ, Stroll đã giành được vị trí pole đầu tiên và về thứ 9 trong cuộc đua. Tại chặng đua GP Bahrain, anh đã bỏ cuộc sau khi xe lộn đầu khi cuộc đua được bắt đầu lại. Cuối mùa giải, Stroll có thêm 1 podium nữa ở chặng đua GP Sakhir, đây là chặng đua mà đồng đội Sergio Pérez có chiến thắng công thức 1 đầu tiên trong sự nghiệp.
Anh đã kết thúc mùa giải ở vị trí thứ 11 trong bảng xếp hạng các tay đua với 75 điểm, thành tích chung cuộc tốt nhất của anh cho đến nay.

#### Aston Martin (từ năm 2021 trở đi)

##### 2021
Hãng xe Aston Martin tiếp quản đội Racing Point . Bố của anh - tỷ phú Lawrence Stroll trở thành chủ sở hữu đội đua mới. Anh tiếp tục ở lại đội đua này và đua cặp với tay đua từng 4 lần vô địch Sebastian Vettel.
Stroll vượt qua vòng loại và về đích thứ 10 trong chặng đua GP Bahrain mở đầu mùa giải. Ở chặng đua thứ 2, chặng đua GP Emilia Romagna, Stroll bị phạt nguội vì lỗi vượt ẩu nên bị tụt từ vị trí thứ 7 xuống thứ 8.

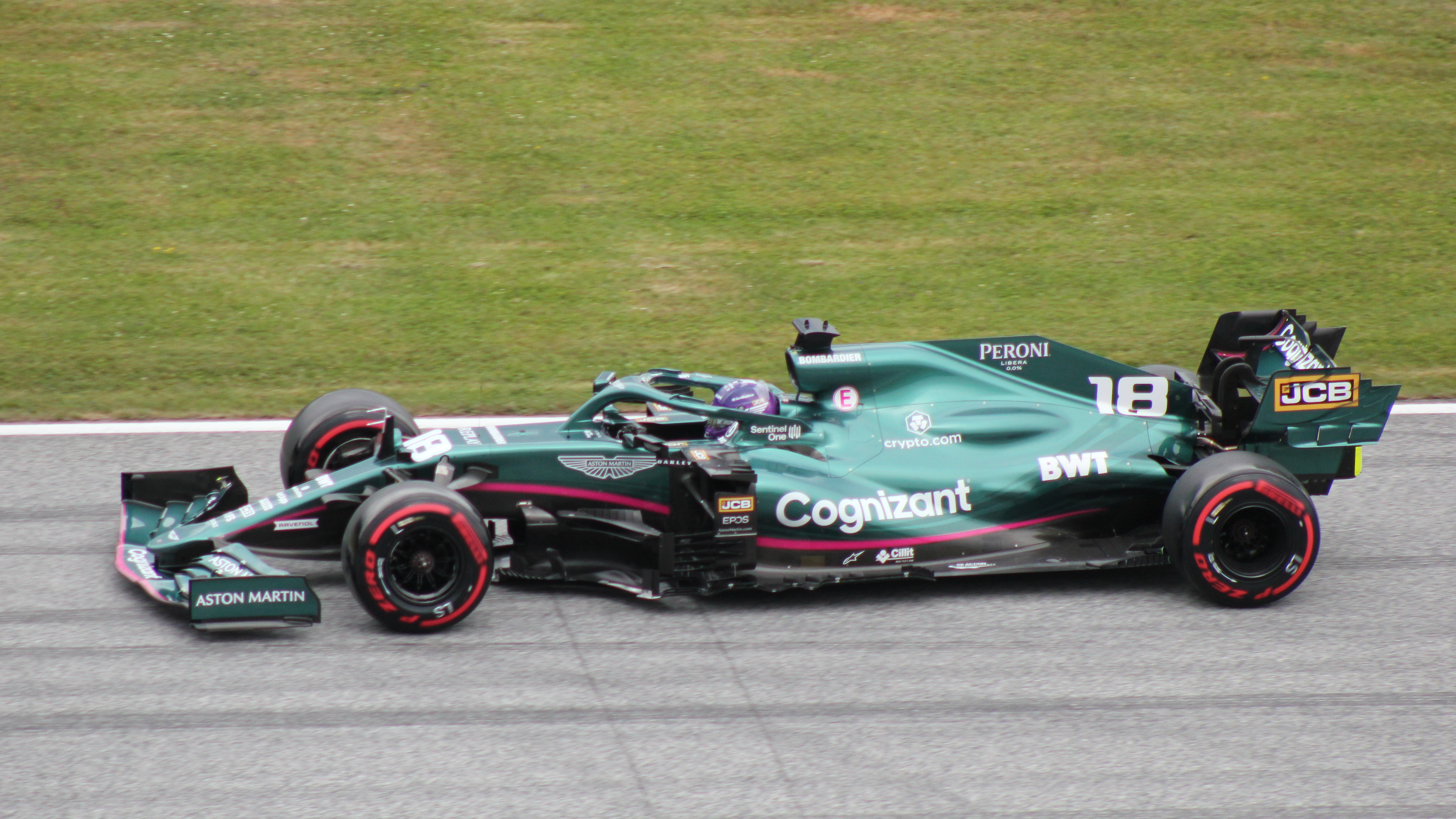
Lance Stroll tại chặng đua GP Áo 2021

Một đoạn video quay cảnh anh lái xe qua lề đường tại chặng đua GP Monaco đã trở thành một meme phổ biến trên internet sau khi chương trình phát sóng chính thức làm gián đoạn trận đua giữa Vettel, Pierre Gasly và Lewis Hamilton cho vị trí thứ 5. Ở chặng đua GP Azerbaijan, Stroll cũng bị nổ lốp xe và tông rào ở đoạn thẳng chính giống như Max Verstappen. Stroll đã ghi được 1 điểm với vị trí thứ 10 tại chặng đua GP Pháp, bắt đầu ở vị trí thứ 19 sau khi không thể lập thời gian vòng phân hạng. Stroll đã gây ra một vụ va chạm ở vòng đầu tiên của chặng đua GP Hungary khiến anh và Charles Leclerc bị loại khỏi cuộc đua và gây ra thiệt hại đáng kể cho chiếc xe của Daniel Ricciardo. Kết quả là Stroll đã bị phạt năm bậc cho cuộc đua tiếp theo, chặng đua GP Bỉ.
Anh về thứ bảy tại chặng đua GP Ý nhưng đã va chạm với cả đồng đội Vettel và Pierre Gasly tại chặng đua GP Nga khiến anh bị phạt 10 giây. Anh đã đâm xe của mình trong vòng phân hạng tại chặng đua GP Mexico City và về thứ 14. Kết quả tốt nhất của anh trong mùa giải là tại chặng đua GP Qatar với vị trí thứ 6 chung cuộc.
Stroll kết thúc mùa giải ở vị trí thứ 13 trong bảng xếp hạng các tay đua, ghi được 34 điểm so với 43 của Vettel.

##### 2022

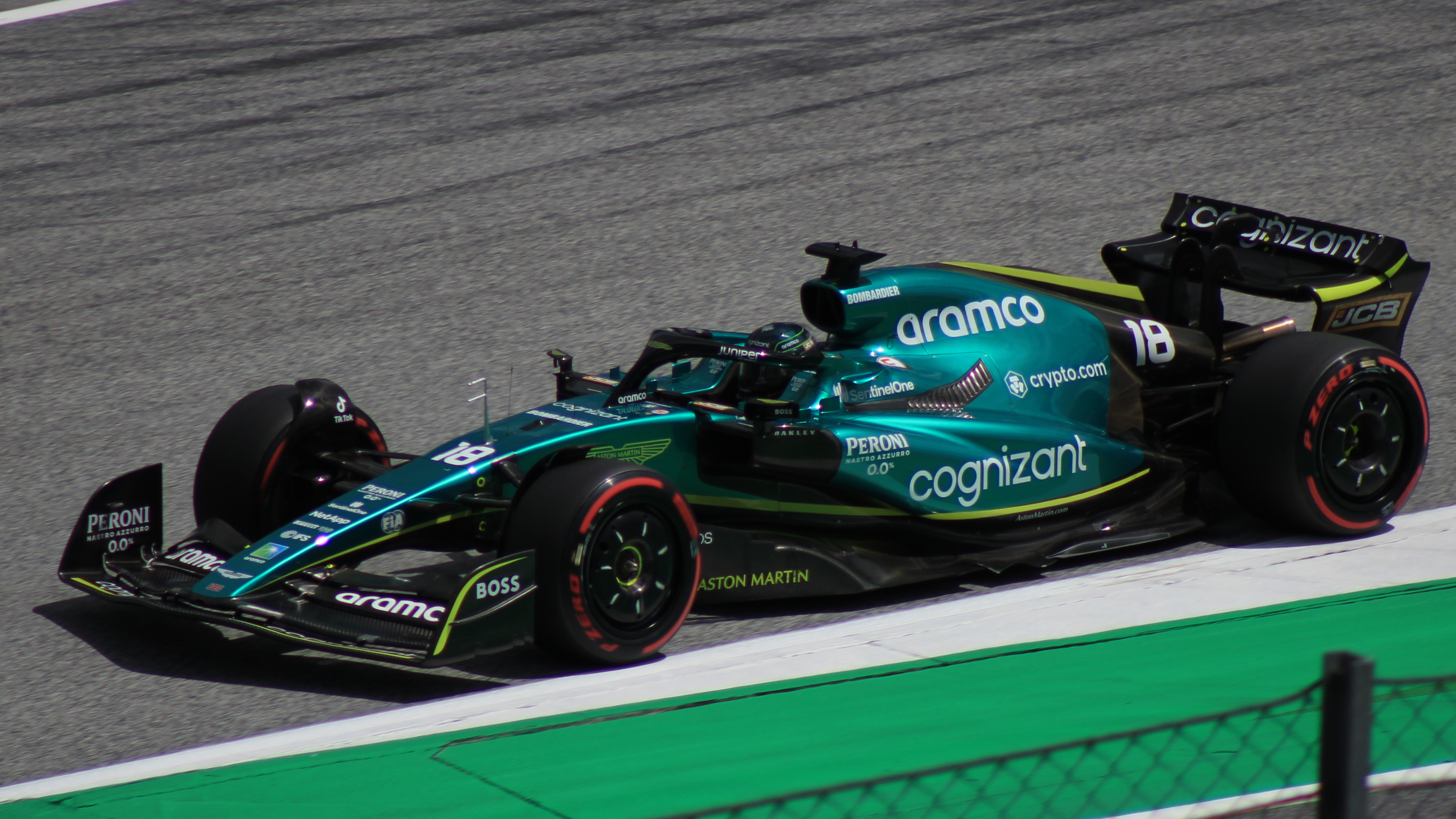
Lance Stroll tại giải đua ô tô Công thức 1 Áo 2022

Aston Martin giữ lại Stroll và Vettel cho mùa giải 2022. Stroll đang ở vị trí thứ 11 trong các vòng cuối của giải đua ô tô Công thức 1 Ả Rập Xê Út nhưng mất vị trí sau một pha va chạm với Alex Albon. Anh đã không thể thiết lập thời gian đủ điều kiện tại giải đua ô tô Công thức 1 Úc do va chạm với tay đua đồng hương Nicholas Latifi. Anh đã đổi lốp ba lần trong cuộc đua và sau đó phải nhận một án phạt vì đi thẳng khi cầm chân Valtteri Bottas, về đích thứ 12. Stroll giành điểm đầu tiên trong mùa giải với vị trí thứ 10 tại giải đua ô tô Công thức 1 Emilia Romagna và tiếp tục với vị trí thứ 10 khác tại giải đua ô tô Công thức 1 Miami bất chấp va chạm với Kevin Magnussen. Anh đã va chạm trong vòng phân hạng của giải đua ô tô Công thức 1 Azerbaijan và bỏ cuộc vì các vấn đề kỹ thuật.
Anh tiếp tục lấy điểm khi về đích ở vị trí thứ 10 tại các chặng đua Canada, Pháp và Hà Lan. Anh đã có thể lấy được điểm tại giải đua ô tô Công thức 1 Anh, nơi anh xuất phát lần thứ 20 và về thứ 11, và tại giải đua ô tô Công thức 1 Hungary, nơi anh bị Daniel Ricciardo xoay vòng. Kết quả tốt nhất trong mùa giải của Stroll là với vị trí thứ 6 tại giải đua ô tô Công thức 1 Singapore. Anh đã đạt được vị trí xuất phát tốt nhất kể từ vị trí pole tại chặng đua GP Thổ Nhĩ Kỳ 2020 tại giải đua ô tô Công thức 1 Hoa Kỳ, bắt đầu ở vị trí thứ 5. Anh đã chạy ở vị trí thứ 3 trong vòng mở màn nhưng bỏ cuộc trong một pha va chạm tốc độ cao với Fernando Alonso. Một quả phạt đền vì hành vi nguy hiểm trước đồng đội Vettel trong cuộc đua sprint của giải đua ô tô Công thức 1 São Paulo đã khiến Stroll tụt xuống vị trí thứ 15 trên bảng xếp hạng cuộc đua, trong đó anh đã leo lên để ghi một điểm ở vị trí thứ 10. Anh ghi được nhiều điểm hơn tại giải đua ô tô Công thức 1 Abu Dhabi khi xuất phát ở vị trí thứ 14 và về thứ 8.
Stroll kết thúc mùa giải ở vị trí thứ 15 với 18 điểm.

##### 2023
Stroll tiếp tục đua cho Aston Martin đến năm 2023 cùng với với Fernando Alonso sau khi Sebastian Vettel giải nghệ.

## Đời tư
Stroll là con trai của doanh nhân tỷ phú người Canada Lawrence Stroll - đồng chủ tịch Aston Martin, chủ sở hữu đội đua mà anh đang thi đấu, và nhà thiết kế thời trang người Bỉ Claire-Anne Callens. Anh có một chị gái tên là Chloe. Anh là người Nga gốc Do Thái từ phía họ nội. Anh tham gia các cuộc đua dưới lá cờ Canada và mang cả hai quốc tịch Canada và Bỉ.

## Thống kê thành tích
| Mùa giải | Giải đua                            | Đội đua                                 | Số chặng | Chiến thắng | Vị trí pole | Vòng đua nhanh nhất | Podium | Tổng điểm | Vị trí trong BXH |
| -------- | ----------------------------------- | --------------------------------------- | -------- | ----------- | ----------- | ------------------- | ------ | --------- | ---------------- |
| 2014     | Florida Winter Series               | Ferrari Driver Academy                  | 12       | 0           | 1           | 0                   | 2      |           |                  |
| 2014     | Italian F4 Championship             | Prema Powerteam                         | 18       | 7           | 5           | 11                  | 13     | 331       | 1                |
| 2015     | FIA Formula 3 European Championship | Prema Powerteam                         | 32       | 1           | 0           | 0                   | 6      | 231       | 5                |
| 2015     | Macau Grand Prix                    | Prema Powerteam                         | 1        | 0           | 0           | 0                   | 0      |           | 8                |
| 2015     | Toyota Racing Series                | M2 Competition                          | 16       | 4           | 0           | 1                   | 10     | 906       | 1                |
| 2016     | FIA Formula 3 European Championship | Prema Powerteam                         | 30       | 14          | 14          | 13                  | 20     | 507       | 1                |
| 2016     | WeatherTech SportsCar Championship  | Ford Chip Ganassi Racing                | 1        | 0           | 0           | 0                   | 0      | 27        | 27               |
| 2017     | Công thức 1                         | Williams Martini Racing                 | 20       | 0           | 0           | 0                   | 1      | 40        | 12               |
| 2018     | Công thức 1                         | Williams Martini Racing                 | 21       | 0           | 0           | 0                   | 0      | 6         | 18               |
| 2018     | WeatherTech SportsCar Championship  | Jackie Chan DCR JOTA                    | 1        | 0           | 0           | 0                   | 0      | 20        | 55               |
| 2019     | Công thức 1                         | SportPesa Racing Point F1 Team          | 21       | 0           | 0           | 0                   | 0      | 21        | 15               |
| 2020     | Công thức 1                         | BWT Racing Point F1 Team                | 17       | 0           | 1           | 0                   | 2      | 75        | 11               |
| 2021     | Công thức 1                         | Aston Martin Cognizant Formula One Team | 22       | 0           | 0           | 0                   | 0      | 34        | 13               |
| 2022     | Công thức 1                         | Aston Martin Aramco Cognizant F1 Team   | 22       | 0           | 0           | 0                   | 0      | 18        | 15               |

* Mùa giải vẫn đang diễn ra